# داستان‌های عاشقانه شاهنامه
فردوسی در شاهنامه خود که قالب حماسی دارد نیز داستان‌های عاشقانه ای دارد هرچند داستان‌های عاشقانه شاهنامه از درون مایه‌های معنوی و لطافت خالی است و این عشق بیشتر برای فرزند آوری و تولد قهرمان است؛ برای همین وصال در آنها سریع اتفاق می‌افتد. پهلوانان بیشتر درگیر جنگ و دلاوری هستند و عشق برای آنان در درجه پایین‌تری قرار دارد و خود را برای عشق خوار نمی‌کنند برای همین اغلب اوقات زنان آغازگر رابطه هستند و بر مردان تقدم دارند اما مردان شاهنامه می‌دانند که اگر زیاد در کنار همسران خود بمانند اسیر می‌شود و از وظایف خود می‌مانند برای همین بعد از توقفی کوتاه به دنبال وظیفه خود می‌روند؛ مانند رستم و توقف یک هفته ای او در کنار همسرش تهمینه. دلیل دیگر این آغازگری این نیز می‌تواند باشد که زنان برای زندگی نیازمند حمایت مردان بودند از همین روی آنان بوده‌اند که قدم پیش می‌گذاشته‌اند. مانند: سودابه به سیاوش و تهمینه به رستم. عشق در شاهنامه بیشتر شنیداری است به این معنا که با شنیدن اوصاف معشوق دلداده می‌شوند زیرا زنان در اندرونی و حرمسراها بوده‌اند و امکان دیدار فرد مقابل برایشان مقدور نبوده‌است؛ مانند رودابه به زال و بیژن به منیژه.
کاراکتر بیرونی (ظاهر) زنان در شاهنامه زیباست و اوصاف این زیبایی در محتوا یکسان است. کاراکتر درونی آنان نیز موافق تصورات مردان باستان از زن است که خود را در راه رسیدن به آرزویشان بی‌آبرو می‌کنند و حیله‌گر، عیار و ناسازگار با خردمندی مردانه هستند.
در ادامه، به این داستان‌ها به صورت خلاصه اشاره شده‌است.

## زال و رودابه[۳]
زال روزی با مهراب، پادشاه کابل، ملاقاتی می‌دارد و کسی از میان پهلوانان به زال بیان می‌کند که مهراب دختری دارد بسیار زیبا که مانند او در خوبرویی و رعنایی نیست. زال با شنیدن تعاریف رودابه، دختر مهراب، دلداده و دل آشوب رودابه می‌شود. هنگامی که مهراب به کاخ خود می‌رسد سیندخت، همسر مهراب، از او می‌پرسد که زال چگونه بود و امروز بر شما چگونه گذشت؟ مهراب در پاسخ می‌گوید که زال در دلیری و پهلوانی همتا ندارد و با موهای سپید خود دل‌ربایی می‌کند.
رودابه با شنیدن سخنان و تعاریف پدر نیز به زال دل می‌بندد. و به پنج خدمه نزدیک خود راز دلش را می‌گوید. آنان بر رودابه اعتراض می‌کنند که تو در زیبایی و خوبی همتا نداری. وصلت با کسی که پرورده مرغ و پرنده است تو را شایسته نیست. رودابه بر آنان می‌تازد و می‌گوید که او تنها زال را دوست می‌دارد و خدمتکاران نیز او را قبول می‌کنند و به او می‌گویند که هرطور شده زال و او را به هم می‌رسانند و در روزی بهاری به باغ می‌روند و زال نیز که آنها را میبنید متوجه می‌شود که از خدمتکاران رودابه هستند و جلوی آنان شکار می‌کند و یکی از افراد خود را می‌فرستد تا با آنان سخن بگوید.
آنان نیز می‌گویند که زال و رودابه شایسته یکدیگرند و زال را مژده می‌دهند که امشب به کاخ بیاید و با رودابه ملاقات کند. هنگامی که زال به کاخ می‌آید رودابه از بالای بام کمند زلفش را پایین می‌اندازد و از زال می‌خواهد تا بالا بیاید ولی زال این عمل را شایسته نمی‌داند و کمند خود را می‌اندازد و بالا می‌رود و با رودابه ملاقات می‌دارد. در پایان زال به رودابه می‌گوید که چون او از نوادگان ضحاک است منوچهر، شاه ایران، و سام اجازه وصال به آنان نخواهند داد. رودابه به زاری می‌افتد که طاقت دوری را ندارد و در نهایت دو دلداده با هم پیمان می‌بندند که پایبند هم بمانند.
در این میان رودابه زنی را قاصد خودشان کرده بود و به آن زن جامه و انگشتر می‌داد تا نامه‌های او را به پیش زال ببرد. سیندخت، مادر رودابه، آن زن را می‌بیند و از ماجرا آگاه می‌شود. بعد با خشم نزد رودابه می‌رود و از لاو می‌پرسد که مقصود او کیست و آن نامه‌ها را برای چه کسی نوشته‌است. رودابه نیز اعتراف می‌کند که از آن روز دل به زال داده‌است. سیندخت او را شماتت می‌کند که با این کار آبرو و امنیتشان در خطر افتاده‌است و ماجرا را با مهراب نیز در جریان می‌گذارد و مهراب نیز خشم می‌گیرد که با این کار قطعاً سام به کابلستان حمله می‌آورد و رودابه با این کار سبب دشمنی میان آنها شده‌است و جان شهر در خطر است.
از آن سوی زال به پدرش، سام، نامه ای می‌نویسد و از او می‌خواهد که رضایت بدهد. سام وقتی نامه را می‌خواند مشوش می‌شود و موبدان و اخترشناسان را گرد می‌آورد و از آنان می‌خواهد تا آینده زال و رودابه را به او نشان دهند. آنان نیز شادان به او بازمی‌گردند که بخت آنان بلند است و نیک. سام شاد می‌گردد و با اینکه می‌داند که منوچهر نیز رضایت نخواهد داد اما به درگاه او می‌رود تا این را از او بخواهد. وقتی که به درگاه شاه می‌رسد پیش از آن که لب بگشاید، منوچهر که از این ماجرا خبردار شده بوده‌است از سام می‌خواهد که به کابل حمله کند و نوادگان و بازماندگان ضحاک را از بین ببرد. سام نیز به ناچار می‌پذیرد. در راه زال را می‌بیند و به او نامه ای می‌دهد تا به منوچهر بدهد و با او از خواسته اش بگوید و به زال قول می‌دهد تا آن زمان به کابل حمله نکند.
زال به قصر منوچهر می‌رود و منوچهر از او به نیکی استقبال می‌کند و می‌گوید که باید زال را بیازمایند و موبدان از او سؤال می‌کنند و او از امتحانت سربلند می‌آید و توانایی‌ها خود را نشان می‌دهد و منوچهر رضایت می‌دهد و زال به کابل بازمی‌گردد و همه شادمان می‌گردند که هم خطر رفع شده‌است و هم وصال آنان صورت گرفته. چندین روز در قصر جشن برپا بود و سرانجام زال با رودابه و سیندخت به زابل بازگشت و شاه زابلستان گشت.

## رستم و تهمینه[۴]
روزی رستم به همراه رخش به حوالی مرز توران به قصد شکار می‌رود و بعد از شکار و بریان کردن گورخری در آن دشت به استراحت می‌پردازد. گروهی از سربازان تورانی رخش را می‌یابند و تصمیم می‌گیرند تا او را با خود ببرند. رخش با آنان درگیر می‌شود و سه تن از آنان را از پای درمیاورد ولی سرانجام اسیر آنان می‌شود.
هنگامی که رستم از خواب بیدار می‌شود و رخش را نمی‌یابد خشمگین و پیاده به سمت شهر سمنگان به راه میفتد. شاه سمنگان که از آمدن رستم خبردار می‌شود به استقبال او می‌رود و او را به قصرخود دعوت می‌کند و به او وعده می‌دهد تا رخش را در اسرع وقت برای او بیابد.
شب هنگام وقتی رستم در خواب بود فردی خوبروی و بلندبالا به اتاق او می‌آید و خود را اینگونه معرفی می‌کند که من تهمینه دختر شاه سمنگان هستم و کسی تا به حال صدای مرا نشنیده‌است و روی مرا ندیده. من از تو و پهلوانی‌هایت زیاد شنیده‌ام و متعجب شده‌ام. حال اگر مرا بخواهی من از آن تو خواهم بود. و از تو پسری می‌خواهم و دیگر این که رخش را نیز برای تو خواهم یافت.
رستم تهمینه را دارای فضل و دانش می‌بیند، موبدی را به نزد شاه سمنگان می‌فرستد تا تهمینه از وی خواستگاری کند. شاه با شنیدن این خبر بسیار شادمان می‌گردد و آن دو را به همسری یکدیگر درمی‌آورد. روزی رستم مهره ای را به بازوی خود بسته داشت را به تهمینه داد و گفت اگر فرزند دختری داشتی آن را به گیسوی او ببند و اگر پسر بود به بازوی او. شاه سمنگان خبر پیدا شدن رخش را به رستم داد و رستم به سمت زابلستان به راه افتاد. بعد از نه ماه پسر تهمینه به دنیا می‌آید که بسیار زیبا و خوش‌اندام و پیل تن بود و تهمینه نام او را سهراب می‌گذارد.

## بیژن و منیژه[۵]
در دوران پادشاهی کیخسرو مردم ارمنه به درگاه او می‌روند و از او درخواست می‌کنند که آنها را از گرازانی که به مزارعشان حمله کرده بودند نجات دهد. کیخسرو نیز وعده می‌دهد که به پهلوانی که داوطلب این کار شود پاداش خوبی خواهد داد. اما از میان پهلوانان و زودمندان تنها بیژن، فرزند گیو، داوطلب می‌شود. پدر او به مخالفت بلند می‌شود اما بیژن اعلام می‌کند که توانایی این کار را دارد.
کیخسرو شاد می‌شود و گرگین را مأمور می‌کند که راه آنجا را به بیژن نشان دهد و همراه او باشد. وقتی بیژن و گرگین به مقصد خود می‌رسند، گرگین اعلام می‌کند که صرفاً راهنمای اوست و وظیفه کشتار گرازها بر عهده خود بیژن است. بیژن با خشم به گرازها حمله می‌کند و آنها را از بین می‌برد. گرگین از این بابت خوشحال می‌شود ولی از می‌ترسد که این ماجرا او را بدنام کند برای همین به بیژن وعده می‌دهد که در نزدیکی آنجا زیبارویانی هستند. افزون بر این منیژه، دختر افراسیاب، نیز آنجاست. بیژن نیز موافقت می‌کند و راهی آنجا می‌شوند و او از دور منیژه را با کنیزانش می‌بیند و دلداده او می‌شود.
از طرف دیگر منیژه نیز بیژن را در لباسی فاخر می‌بیند و دل به او می‌بازد پس کنیزش را می‌فرستد تا نام و نشان او را بپرسد. بیژن نیز خود را به او معرفی می‌کند و کنیز او را به چادر منیژه می‌برد. آن دو، سه روز به خوش گذرانی مشغول می‌شوند. اما هنگامی که بیژن باید بازگردد، منیژه در نوشیدنی او داروی بیهوشی می‌ریزد و پنهانی او را به قصر افراسیاب می‌برد. نگهبان متوجه او می‌شود وشاه را از این ماجرا آگاه می‌سازد. او نیز دستور می‌دهد تا بیژن را دست ببندند و پیش او بیاورند. بیژن واقعیت را به افراسیاب می‌گوید و او دستور اعدام او را می‌دهد که با پادرمیانی پهلوانی به نام پیران از این کار صرف نظر می‌کند و بیژن را در چاهی می‌اندازد. منیژه هر روز برای بیژن به دنبال غذا می‌گردد و شب در کنار چاه زاری می‌کند.
روزها می‌گذرد و خبری از بیژن نمی‌شود. گرگین به دنبال او می‌رود و اسب او را می‌یابد و شرمسار به ایران بازمی‌گردد. گیو داستان دروغین مرگ بیژن را باور نمی‌کند و شکایت را به کیخسرو می‌برد و او نیز با استفاده از جام جهان‌نما مکان بیژن را پیدا می‌کند و رستم را خبر می‌کند تا به آنجا برود. آنان نیز در جامه بازرگان به آنجا می‌روند. منیژه که از آمدن عده ای ایرانی خبردار می‌شود به پیش رستم می‌آید و می‌گوید که آیا خبر بیژن به ایران رسیده‌است. رستم ابتدا به او شک می‌کند و جوابی به او نمی‌دهد و هویت او را می‌پرسد. منیژه خود را معرفی می‌کند و داستان بیژن را می‌گوید. وقتی رستم او را می‌شناسد به او انواع غذاها را می‌دهد و درونی مرغی بریان شده انگشتر خودش را قرار می‌دهد تا مگر بیژن آن را بیابد و به منیژه دهد تا آن را برگرداند و از صحت ماجرا باخبر شود. چنین می‌شود و رستم به منیژه می‌گوید تا آتشی بر سر چاه روشن کند تا بتوانند راه چاه را بیابند.
منیژه چنین می‌کند و پهلوانان چاه را می‌یابند. رستم بیژن را از چاه بیرون می‌کشد و از او قول می‌گیرد تا گرگین را ببخشاید. بعد ابتدا منیژه را به ایران بازمی‌گرداند و بعد با بیژن به سمت افراسیاب می‌تازد و غنائم به دست می‌آورد و به ایران بازمی‌گردند. کیخسرو جشن عظیمی ترتیب می‌دهد و به بیژن جامه و زیور می‌بخشد و از او می‌خواهد که آنها را به منیژه بدهد و هرگز او را مقصر نداند.

## بهرام و آرزو[۶]
روزی بهرام گور در دشتی مشغول شکار بود؛ بعد از شکار چوپانی را می‌بیند و از او می‌پرسد که این گوسفندان برای کیستند و چوپان نیز پاسخ می‌دهد که آنان از برای مردی گوهر فروش به نام ماهیار است که مال و ثروت فراوانی دارد و همچنین دختری دارد به نام آرزو که چنگ می‌نوازد و بسیار زیباست و اوست که به پدرش جام شراب می‌دهد و او را پذیرایی می‌کند. بهرام که این توصیفات را از آرزو می‌شنود به سمت قصرش می‌رود و لباس مناسب و خوب می‌پوشد و به غلامان خود می‌گوید که می‌خواهد به خانه آن مرد گوهر فروش برود و از او دخترش (آرزو) را خواستگاری کند بر سر او تاج بگذارد.
شبی به راه میفتد و به نزدیکی خانه گوهر فروش می‌رسد و آواز چنگ را می‌شنود و به آنجا می‌رود و در می‌زند و بهانه ای می‌آورد تا شب را در آنجا بماند و خودش را نیز گشسب سوار معرفی می‌کند. ماهیار نیز از او پذیرایی می‌کند و دخترش آرزو را می‌آورد تا برایشان چنگ بنوازد و آنان را با شراب پذیرایی کند. آرزو نیز برای بهرام چنگ می‌نوازد و اشعاری نیز دربارهٔ او می‌گوید. بهرام نیز شیفته و دلباخته آرزو می‌گردد و هنگامی که ماهیار مست گشته‌است، از فرصت استفاده می‌کند و آرزو را خواستگاری می‌کند. پدر نظر بهرام و فرزندش را می‌پرسد که آیا پسند یکدیگر هستند؟ هر دو نیز پاسخ می‌دهند که دلباخته یکدیگرند.
آن شب به پایان می‌رسد. فردای آن روز سربازان و خدمتگزاران بهرام بر در خانه ماهیار می‌آیند و خدمتکار ماهیار او را از این ماجرا آگاه می‌کند و ماهیار متوجه می‌شود که دیشب بهرام گور شاه ایران زمین مهمان او بوده‌است. پدر به نزد دخترش می‌رود و به او می‌گوید که مهمان آنها کیست و از او می‌خواهد که با بهرام به نرمی رفتار کند؛ زیرا که من دیشب مست بوده‌است و با گستاخی با او رفتار کرده‌است.
بهرام گور نیز از خواب بیدار می‌شود و درمیابد که آنان هویت او را دریافته اند. ماهیار از او پوزش می‌خواهد اما بهرام می‌گوید که از اشتباه و گستاخی ندیده‌است. ماهیار به آرزو می‌گوید که دوباره برای آنان چنگ بنوازد و آنان را با نوشیدنی پذیرایی کند. هنگامی که آنان از نوشیدن فارغ می‌شوند شاه بهرام، آرزو را با خود به قصر خود می‌برد و او را همسر خود می‌کند و بر سر او تاج می‌گذارد.

## سیاوش و سودابه[۷]
سودابه دختر پادشاه هاماوران و همسر کیکاووس پادشاه کیانی بود. اما کیکاووس از ازدواج با زنی از نژاد گرسیوز فرزندی داشت به نام سیاوش. کی‌کاووس فرزندش را به نزد رستم در زابل می‌فرستد تا از او آیین و رسم پهلوانی بیاموزد. بعد از مدتی که سیاوش بزرگ و تنومند می‌شود به قصر پدر بازمی‌گردد و کیکاووس از او پذیرایی می‌کند. سودابه که سیاوش را می‌بیند دلباخته او می‌شود و پیکی را به نزد او می‌فرستد و او را به حرمسرای شاه می‌خواند اما سیاوش قبول نمی‌کند.
برای همین سودابه به پیش کاووس می‌رود و به او می‌گوید تا از سیاوش بخواهد تا به حرمسرا برود و از آنجا همسری را برای خود انتخاب کند. سیاوش به ناچار به آنجا می‌رود و با پیشنهاد سودابه رو به رو می‌شود و باز قبول نمی‌کند و از آنجا می‌رود. سودابه برای بار سوم سیاوش را به شبستان خودش می‌خواند و خود را به او عرضه می‌کند اما سیاوش برآشفته می‌شود و از آنجا می‌رود.
سودابه از این کار سیاوش نیز خشمگین می‌شود و او را متهم می‌سازد و داستان را واژگون به کاووس می‌گوید. کاووس برای بررسی صحت حرف او دست و پیراهن او را می‌بوید و بوی شراب درمی یابد اما از پیراهن سیاوش بوی گلاب استشمام می‌کند و متوجه می‌شود که سودابه به او دروغ گفته‌است و قصد می‌کند که سودابه را بکشد اما از ترس پدر سودابه، شاه هاماوران، با موبدان مشورت می‌کند و آنان می‌گویند که با گذر از آتش صحت و درستی حرف آنان مشخص می‌شود.
کوه بزرگی از آتش را فراهم می‌آورند اما سودابه از این کار سرباز می‌زند با این حال سیاوش می‌پذیرد و از آتش عبور می‌کند و سالم می‌ماند و دروغ سودابه فاش می‌شود و کاووس قصد آن را می‌کند تا او را بکشد اما با پادرمیانی سیاوش او را می‌بخشد.

## اردشیر و گلنار[۸]
گلنار در شاهنامه کنیزک خطاب شده‌است. او زنی زیبا و باهوش بود که سوگلی اردوان، آخرین پادشاه، اشکانی بود و اردوان عاشق او بود. گلنار به مرور جایگاهی یافت که خزانه دار و وزیر شاه شد. روزی بر بام قصر جوانی زیبا را می‌بیند و بر او دل می‌بازد، پس شب بعد از خفتن اردوان، نزد او می‌رود و نام و نشانش می‌پرسد.
آن جوان خود را اردشیر، پسر بابک، حاکم فارس معرفی کرد و او نیز بر گلنار عاشق شد و نام و نشان او را پرسید و مخفیانه ارتباطشان حفظ بود، تا اینکه روزی گلنار شنید ستاره شناسان پیشگویی کرده‌اند که کهتری از قصر می‌گریزد و بر تخت پادشاهی خواهد نشست. پس او نزد اردشیر رفت و داستان را برایش گفت و اردشیر که قصد شورش داشت، به اتکای این مهم، تصمیم قطعی برای فرار، گرفت و به گلنار گفت که اگر بخواهد می‌تواند همراه وی باشد. گلنار نیز با شادی پذیرفت.
روز بعد گلنار به خزانه رفت و مقدار زیادی طلا و جواهر و سکه برداشت و در جایی پنهان کرد، بعد از خفتن اردوان، با آنها، نزد اردشیر رفت و با کمال تعحب دید که اردشیر دو تا از بهترین اسبهای شاه را با خواباندن مأمورین اصطبل بواسطهٔ نوشیدنی، آماده کرده‌است. پس در معیت یکدیگر با جواهرات، قصر را ترک کردند.
صبح روز بعد اردوان مثل همیشه برخاست و چون گلنار را ندید برآشفت، پس دستور به جستجوی او داد. خبر رسید که گلنار با اردشیر فرار کرده، پس شاه عده ای را به دنبالشان فرستاد اما نتوانستند آن دو را بیابند.
اردشیر فارس و بخشی دیگر از ایران را تصرف کرد و بعد با اردوان جنگید و او را شکست داد و سلسلهٔ ساسانی را بنا نهاد. در واقع نقش گلنار در یاری کردن اردشیر برای رساندنش به تاج و تخت تعریف شده و بعد از آن هیچ اثری از او در شاهنامه نمی‌بینیم.

## شاپور و مالکه[۱۰]
سپاهی به فرماندهی "طایر" از قوم غسانی به همراه سپاهی از روم، قادسیه، بحرین به اطراف تیسفون آمدند و آن جا را تاراج کردند. دختر نرسی نیز که به تیسفون آمده بود، اسیر طایر شد. حاصل پیوند دختر نرسی و طایر دختری به نام "مالکه" بود.
شاپور نیز پسری از نژاد نرسی بود و هنگامی که بیست و شش ساله شد، به جمع‌آوری لشکر پرداخت و به طایر شاه غسانیان حمله کرد. تعداد زیادی از آنها را کشت و تعدادی را نیز اسیر کرد. طایر نیز با تعدادی از سپاهیانش به دژی در یمن گریختند. شاپور به سوی آن دژ رفت و راه عبور و مرور آنها را بست اما نتوانست وارد آن دژ شود.
شبی شاپور با لباس رزم و کمان برای جمع‌آوری اطلاعات به سوی دژ رفته بود؛ مالکه او را از بالای دژ می‌بیند و دایه اش می‌گوید :"برو و پیامی از من به او برسان. به شاپور بگو، من از نژاد او هستم. چرا با من کینه جویی می‌کند؟ من دختر نرسی و از نژاد انوشیروان و در خدمت او هستم!". دایه پیام مالکه را به شاپور رساند. شاپور از پیام مالکه شاد شد و خشنودی و پذیرش خود را در مورد پیشنهاد او اعلام کرد.
مالکه شب هنگامی که طایر و بزرگان و جنگجویان غسانی خوابشان برد، پنهانی در دژ را برای شاپور و جنگجویانش باز گذاشت و خود در جایی امن در سراپرده پنهان شد. شاپور و سوارانش وارد دژ شدند و شروع به کشتن غسانیان کردند. طایر و بیش از هزار جنگجویش سراسیمه از خواب بیدار شدند و جنگیدند اما بیشتر آنها کشته شدند. طایر به اسارت درآمد و دژ فتح شد.
روز بعد، شاپور بزرگان را به کاخ دعوت می‌کند و مالکه نیز نزد شاپور می‌آید. طایر با دیدن مالکه به شاپور گفت:" فرزندی که به پدرش خیانت کند، به تو نیز وفادار نیست نمی‌تواند به تو مهر بورزد. اما شاپور سخن او را نمی‌پذیرد و دستور می‌دهد تا طایر را گردن بزند و کتف او را از پشت بیرون بکشد و سپس او را در آتش بسوزانند. آنگاه به پارس برمی‌گردد و مالکه را گرامی می‌دارد.